# 川惣電機工業
川惣電機工業株式会社（かわそうでんきこうぎょう）は、大阪府大阪市西区西本町に本社を置く企業。本社のほか滋賀県高島市と京都府八幡市に工場を、日本国内8ヶ所に事業所を置いている。同社は温度計測事業および電気・計装事業を手がけている。

## 沿革
川惣電機工業は1875年、陶器の町として知られる愛知県瀬戸市に設立された川惣製陶所を前身としている。
川惣製陶所は陶磁器類を製造・販売していたが、第二次世界大戦後の1952年に貿易部を、1956年に計装部を設置し、この両部門が1957年に独立、川惣電機工業株式会社として発足した。当時の資本金は500万円であった。

## 拠点

### 工場
- 滋賀工場（滋賀県高島市） - 溶融金属の温度測定、成分検知、分析用試料の採取などに使用するブローブを製造している。日本国内のみならず日本国外にも広く提供している。
- 京都工場（京都府八幡市） - 接触式温度計である熱電対や抵抗体、非接触式の放射温度計などを生産する。

滋賀工場・京都工場のいずれもがISO9001を取得している。

### 事業所
- 鹿島営業所・鹿嶋センター（茨城県鹿嶋市、併設）
- 君津営業所（千葉県君津市）
- 東京営業所（東京都港区）
- 名古屋営業所・名古屋サービスセンター（愛知県東海市、併設）
- 大阪営業所（大阪府大阪市西区、本社に併設）
- 和歌山営業所・和歌山センター（ともに和歌山県和歌山市、ただし併設ではない）
- 倉敷営業所（岡山県倉敷市）
- 九州支店北九州営業所（北九州市戸畑区）
- 九州支店大分営業所（大分県大分市）
- 九州支店広島駐在所（広島市中区）

### 研究所
- 研究開発部（大阪府大阪市西区、本社に併設）
- 研究開発部京都研究所（京都府八幡市、京都工場に併設）

### 日本国外の関連会社
- Ircon, Inc. （アメリカ合衆国） - イリノイ州ナイルズ村（シカゴ郊外）に本社を、ケンタッキー州ルイビルに支店を置いている[2]。氷点下50度から摂氏3,500度までにわたる広い範囲の温度計測事業を手がけている[3]。
- HICOM, Inc. （中華人民共和国） - 天津市に立地する。現地名は天津匯豊探測設備有限公司という。
- Pyro Electric Instruments Goa Pvt. Ltd. （インド） - ムンバイに立地する[4]。1992年に設立され、温度計測事業を手がけている[5]。2003年にはアメリカ合衆国にも進出した。川惣電機工業は2005年に同社に出資した。

## 出身者
- 川本泰三 - 元社長。ベルリンオリンピックサッカー日本代表
- 佐藤弘明 - メルボルンオリンピックサッカー日本代表